# Glycyphana melanaria
Glycyphana melanaria är en skalbaggsart som beskrevs av Ernst Gustav Kraatz 1885. Glycyphana melanaria ingår i släktet Glycyphana och familjen Cetoniidae. Inga underarter finns listade i Catalogue of Life.